# HD 28185 b
HD 28185 b là một hành tinh ngoài hệ mặt trời cách Trái Đất khoảng 128,6 năm ánh sáng trong chòm sao Ba Giang. Hành tinh được phát hiện quay quanh ngôi sao giống như Mặt Trời là HD 28185 vào tháng 4 năm 2001 như một phần của cuộc khảo sát hành tinh CORALIE để tìm kiếm các hành tinh ngoài hệ hành tinh ở các chòm sao phương nam, và sự tồn tại của nó đã được nhóm Khảo sát Tìm kiếm Hành tinh Magellan xác nhận độc lập năm 2008. HD 28185 b quay quanh ngôi sao của nó theo quỹ đạo tròn nằm ở rìa trong của vùng có thể sống được của ngôi sao này.

## Phát hiện
HD 28185 b được phát hiện bằng cách phát hiện các biến đổi nhỏ định kỳ trong vận tốc xuyên tâm của ngôi sao chủ của nó gây ra bởi lực hấp dẫn của hành tinh. Điều này đạt được bằng cách quan sát dịch chuyển Doppler trong quang phổ của ngôi sao này. Năm 2001, người ta thông báo rằng HD 28185 thể hiện sự dao động dọc theo đường ngắm với chu kỳ 383 ngày, với biên độ cho thấy khối lượng tối thiểu 5,72 lần khối lượng Sao Mộc.

## Quỹ đạo và khối lượng
HD 28185 b mất 1,04 năm để quay quanh ngôi sao chủ của nó. Không giống như các hành tinh có một chu kì quỹ đạo dài, quỹ đạo của HD 28185 b có độ lệch tâm quỹ đạo thấp, tương đương với Sao Hỏa trong hệ Mặt Trời. Quỹ đạo của nó nằm hoàn toàn trong khu vực có thể sống được của ngôi sao này.
Biên độ dao động vận tốc xuyên tâm cho thấy hành tinh này có thể có khối lượng gấp 5,7 lần khối lượng Sao Mộc. Tuy nhiên, phương pháp vận tốc xuyên tâm chỉ cho biết được khối lượng tối thiểu của hành tinh. Vì vây, khối lượng thật sự của hành tinh có thể lớn hơn so với giới hạn tối thiểu này.

## Đặc điểm
Với khối lượng lớn của hành tinh, rất có thể nó là hành tinh khí khổng lồ không có bề mặt rắn. Vì hành tinh chỉ được phát hiện gián tiếp thông qua các quan sát của ngôi sao, nên các thuộc tính như bán kính, thành phần và nhiệt độ của nó không được biết đến.
Vì HD 28185 b có quỹ đạo trong vùng có thể ở của ngôi sao của nó, một số người đã suy đoán về khả năng có sự sống của HD 28185. Mặc dù chưa biết liệu những hành tinh khí khổng lồ có thể hỗ trợ sự sống hay không, các mô phỏng tương tác thủy triều cho thấy rằng HD 28185 b có thể chứa các vệ tinh có khối lượng bằng Trái Đất trên quỹ đạo quanh nó trong nhiều tỷ năm. Những vệ tinh như vậy, nếu chúng tồn tại, có thể cung cấp một môi trường có thể sinh sống, mặc dù chưa rõ là liệu các vệ tinh như vậy có hình thành ngay từ đầu hay không. Ngoài ra, một hành tinh nhỏ ở một trong những điểm Troia của hành tinh khí khổng lồ có thể tồn tại trên một quỹ đạo có thể sinh sống được trong khoảng thời gian dài. Khối lượng cao của HD 28185 b, trên 6 lần khối lượng Sao Mộc, thực sự làm cho một trong hai kịch bản này có nhiều khả năng xảy ra hơn nếu hành tinh có khối lượng bằng hoặc nhỏ hơn khối lượng của Sao Mộc.